# Kinsan Ginsan

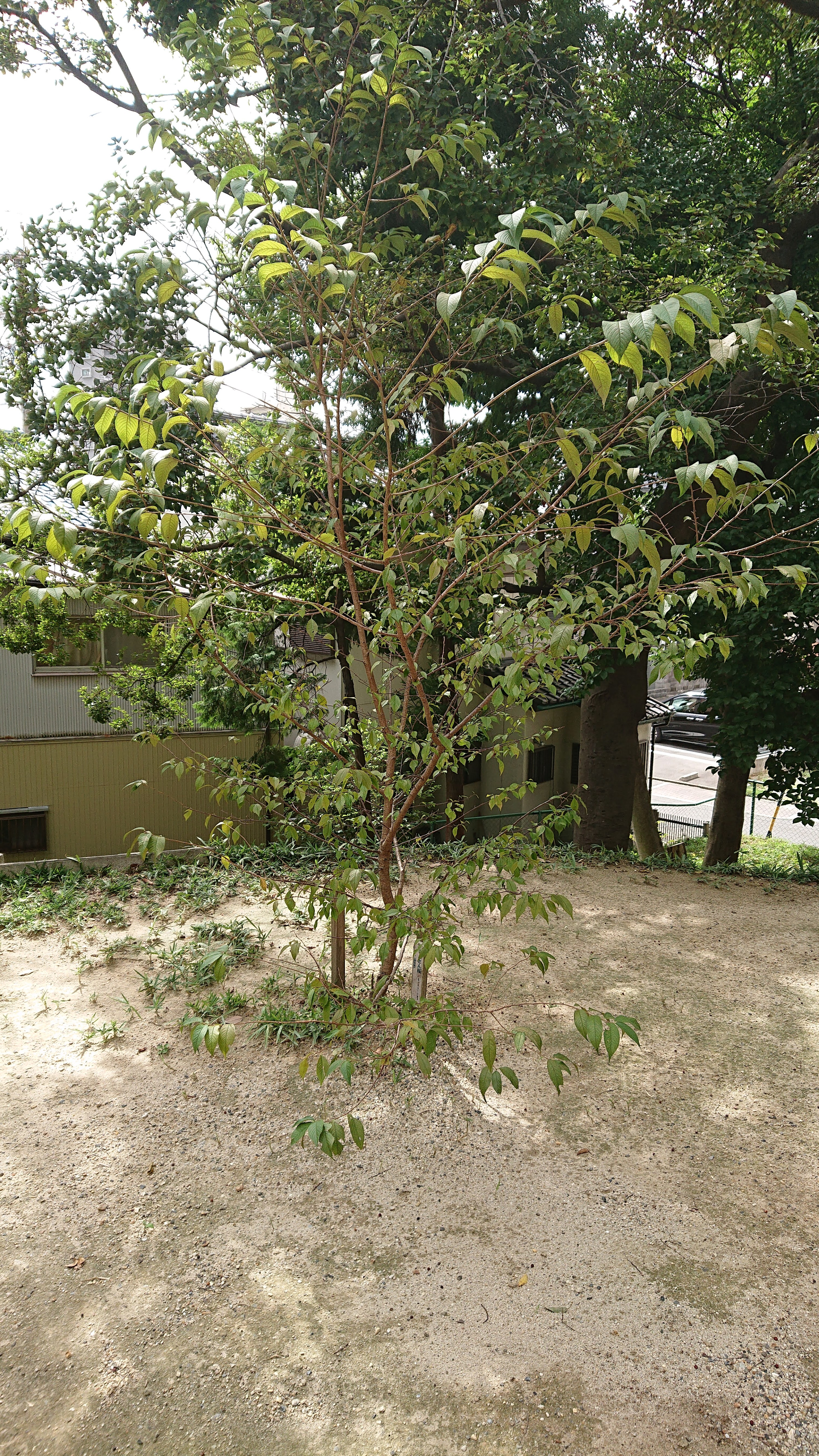
L'image représente le sanctuaire Torisu Shinmei-sha, un lieu de culte situé au Japon. Le sanctuaire est associé aux figures de Kinsan Ginsan, célèbres pour leur longévité

Kin Narita (成田きん) et Gin Kanie (蟹江ぎん) étaient, avant le décès de Kin, les centenaires jumelles les plus âgées du monde. Elles étaient connues au Japon sous le nom affectueux de « Kinsan Ginsan » (きんさんぎんさん).
Nées le 1er août 1892, elles sont devenues célèbres au Japon à l’âge de 99 ans par leur humour et leur bonne humeur faisant de nombreuses apparitions à la télévision japonaise, assises côte-à-côte vêtues de leur kimonos. Elles ont apparu également dans plusieurs publicités, ce qui, à leurs dires, leur « permettaient d’économiser pour leurs vieux jours ». En 1995, à 102 ans, elles quittaient le Japon pour la première fois, participant à une réunion de jumeaux à Taïwan.
Kin Narita est décédée le 23 janvier 2000 à 107 ans, 5 mois et 22 jours, alors que les deux sœurs formaient le couple de jumeaux le plus âgé au monde dont l’âge a pu être vérifié. Kin avait eu onze enfants, onze petits-enfants, sept arrière-petits-enfants et un arrière-arrière-petit-enfant.
Gin Kanie est décédée le 28 février 2001 à 108 ans, 6 mois et 28 jours. À sa mort, elle avait encore quatre enfants, cinq petits-enfants et neuf arrière-petits-enfants
Le total des âges au décès des Kinsan Ginsan est de 216 années et 20 jours. Le record est détenu par les jumelles Eugenia (Collins) Smith (décédée à l’âge de 105 ans, 6 mois et 8 jours) et Alice (Lindsay) Smith (décédée le 1er juillet 2004 à l’âge de 111 ans et 92 jours), soit une durée de vie combinée de 216 ans, 9 mois et 9 jours.